# Nebeská Rybná

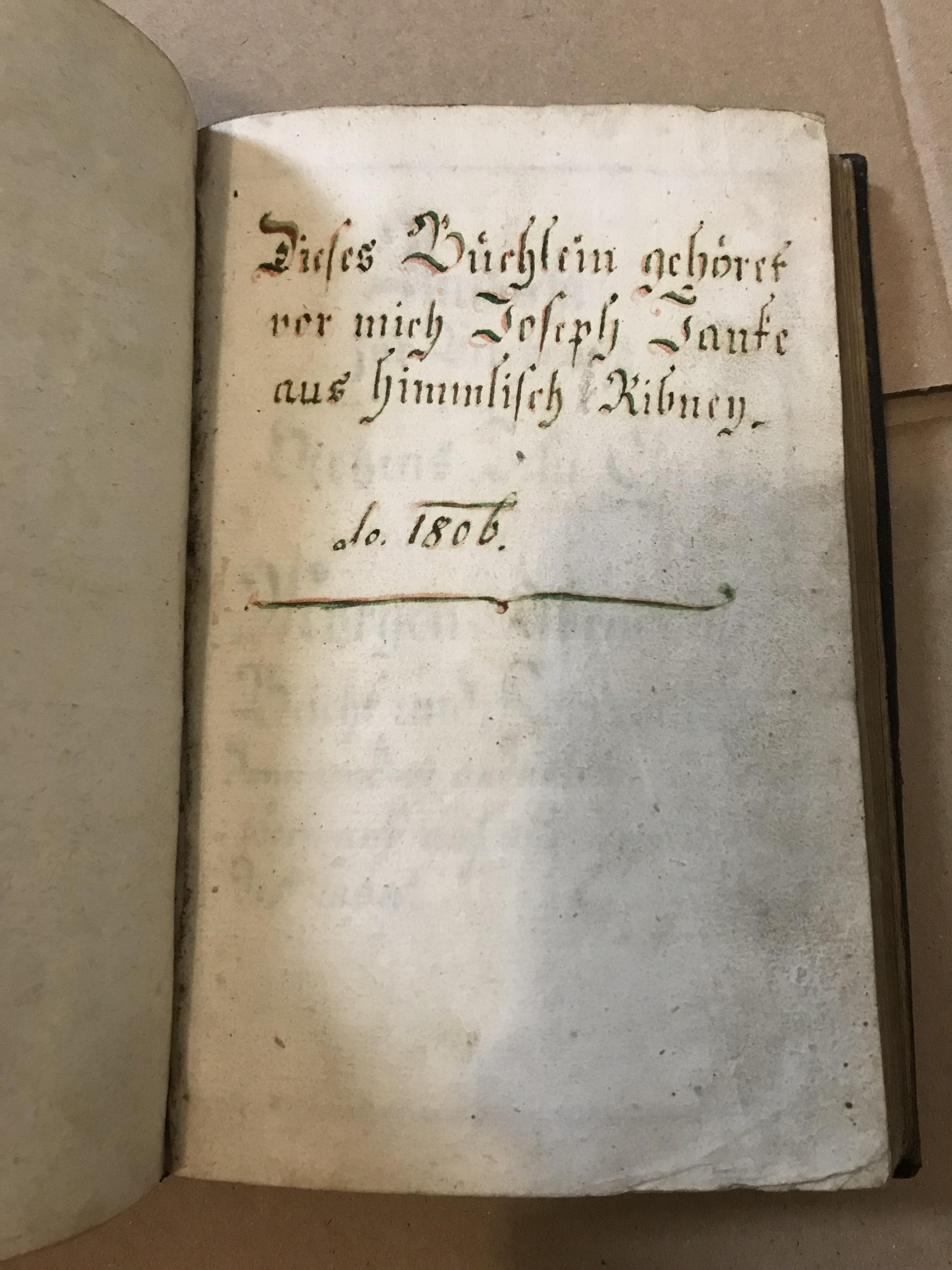
Nebeská Rybná (Himmlisch Ribney) - rukopisná modlitební knížka - L.P.1806

Nebeská Rybná je vesnice, část města Rokytnice v Orlických horách v okrese Rychnov nad Kněžnou na návrší mezi říčkami Zdobnice a Říčka asi 4 km od města Rokytnice v Orlických horách, pod které také správně spadá. Dominantou obce je kostel sv. Filipa a Jakuba, který byl 27. března 2015 prohlášen kulturní památkou. Je jednolodní s klasicistní úpravou průčelí, před hlavním vchodem stojí samostatné sochy apoštolů Filipa a Jakuba, kterým je kostel zasvěcen.

## Historie
První písemná zmínka o vesnici pochází z roku 1355.
Vznik obce souvisí s existencí hradu Liberk, jehož majiteli Vilémovi Rychmburka patřila Nebeská Rybná od roku 1310. Později k ní byly připojeny i osady Popelov a Hutě. Obec spadala do vlastnictví řady majitelů, posledními z nich byli Kolowratové z Rychnova nad Kněžnou. Dříve byla obec (stejně jako řada dalších v okolí) osídlena většinou sudetskými Němci. Byla také známa pod názvem Himmlisch Rybnei. Po druhé světové válce došlo v důsledku Benešových dekretů k velkému vylidnění obce, která tak získala spíše rekreační charakter.

### Situace těsně po válce
Po odsunu německého obyvatelstva z českých území bylo nejdůležitějším úkolem osídlení pohraničí slovanským obyvatelstvem, neboť obnova hospodářského života vyžadovala nové pracovní síly. Téměř souběžně s odsunem Němců se do Nebeské Rybné stěhují noví osídlenci z vnitrozemí z nedalekých českých obcí. Pan Karel Kubíček, řídící učitel ZŠ v Nebeské Rybné, se přistěhoval z České Rybné. Aktivně se podílel na řízení veřejného života (MNV, sbor dobrovolných hasičů, varhaník, kurzy pro reemigranty apod.). Po odchodu p. faráře Schliemana, který dne 6. května 1945 zaznamenal osvobození Rokytnice v Orlických horách a Orlicka, přišel pan Josef Petruj, kaplan. Krátce působil v Letohradě, po kněžském svěcení v roce 1945 v Hradci Králové, a potom jako administrátor nejen v Nebeské Rybné, ale i v sousedních obcích. Tato moravsko-slovácká osobnost přispěla po válce k oživení farnosti. V klasicistním kostele sv. Filipa a Jakuba sloužil mše pro věřící, které doprovázel zpěv na kůru a mechanické varhany. V obci zůstalo devět původních rodin, včetně Popelova a Hamernice. Žamberecko si vybrali za svůj domov nejen lidé z nedalekých českých obcí, ale i rodiny ze Slovenska. Do konce roku 1946 se ze Slovenska nastěhovalo šest rodin. Obec už měla funkční hostinec s malou prodejnou smíšeného zboží (rodina Dostálkova) a kovárnu (rodina Frimlova).

### Přistěhování reemigrantů

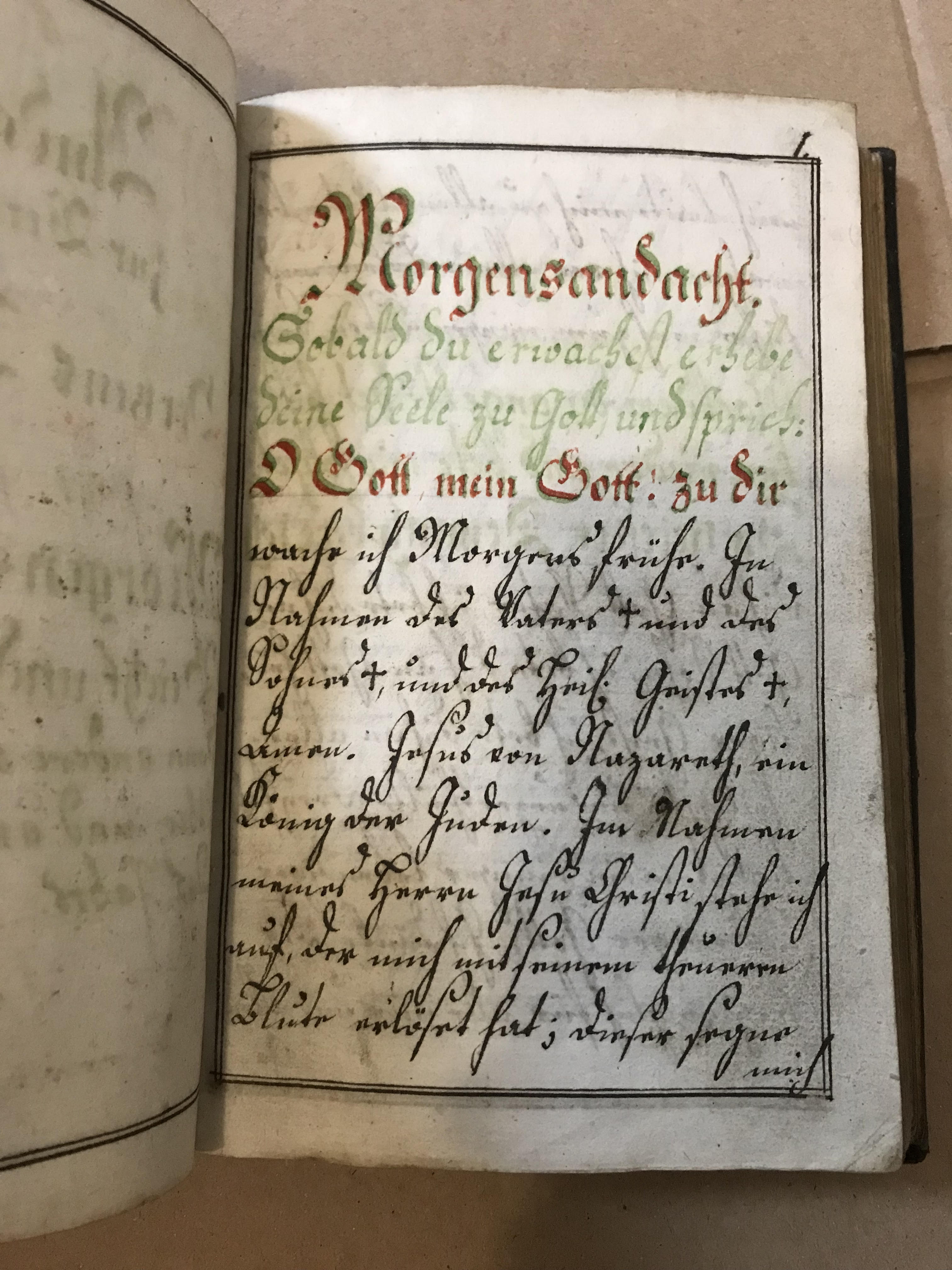
Nebeská Rybná (Himmlisch Ribney) - rukopisná modlitební knížka - L.P.1806

Postupně přicházejí další noví přistěhovalci, reemigranti převážně slovenského původu. Stěhování reemigrantů organizovala Československá přesídlovací komise, která svou činnost zahájila v srpnu 1946 na základě výzvy vlády ČSR. Už v roce 1945 předseda vlády ČSR řekl: „Vláda se bude snažit otevřít dveře do vlasti všem Čechům a Slovákům, kteří jsou roztroušeni v zahraničí. Je v programu vlády, aby se všichni Češi a Slováci mohli slušně uživit doma, aby tu pomáhali budovat nový stát“. V červenci 1945 se vláda oficiálně rozhodla vyzvat zahraniční krajany k návratu do vlasti a přislíbila reemigrantům, že budou zařazeni do výrobního procesu podle svých dosavadních zaměstnání a povolání. V lednu 1947 začala vlastní soupisová akce. V českých podmínkách to byla největší vlna návratů krajanů – Čechů a Slováků ze zahraničí, která proběhla po druhé světové válce, v souvislosti s osídlováním českého a moravského pohraničí, po vysídlení německého národa. V srpnu 1947 přišlo z rumunského Sedmihradska, z Bihorských hor, dvacet početnějších rodin. Byli to drobní zemědělci, přičemž se zároveň zabývali i dřevorubectvím. Osídlencům se podařilo obsadit všechny volné zemědělské usedlosti, na kterých mohli hospodařit a podílet se na obnově hospodářského života. Po nadprůměrném množství sněhu bylo v létě sucho a nedostatek vodních srážek. Tento rok byl hospodářsky neúspěšný.

### Motivace reemigrantů, organizace zemědělské výroby
Na základě zákona o půdě byla půda konfiskována a Okresním národním výborem v Žamberku přidělena osídlencům a chalupářům, ale převážná část byla státní a obhospodařována Státním statkem v Rokytnici v Orlických horách, který měl svůj provoz mimo jiné i v Nebeské Rybné. Menší rodinné domky byly převedeny na chalupáře. Původní obyvatelé a osídlenci pracovali v zemědělské výrobě. Pro navrátilce to nebyl žádný problém, protože očekávali, že budou přijati tak, jak odcházeli jejich předkové. Vraceli se s dobrým úmyslem, že zde pomůžou obnovit život v pohraničí. Mnohé nepřitahovala do pohraničí jen půda, vidina vlastního majetku, ale bytová tíseň a nadirigování lidí s profesí, které v pohraničí chyběly (učitel, farář, zemědělský technik apod.). Ale byl to i stesk po novém domově svých předků. Obyvatelé se rychle přizpůsobili novému prostředí. V původních zemědělských usedlostech pečovali o státní majetek, dobytek a koně, ale soukromě chovali i drobné hospodářské zvířectvo – slepice, kachny, husy i ovce. Z domácích surovin stloukali máslo, lisovali tvaroh a ovčí sýr. V zájmu zachování zemědělské půdy a jejího efektivního využívání v těchto extrémních podmínkách bylo hlavní zaměření na velkochov dobytka a ovcí. Po roce 1950 byla provedena elektrifikace i u odlehlých nemovitostí umístěných ve volné krajině. U nemovitosti č. p. 52 byla postavena novostavba ovčína, čímž došlo k rozšíření chovu ovcí. Československé státní statky prodávaly jehňata, jehněčí maso, ovčí sýr a také ovčí vlnu. Byl založen sbor dobrovolných hasičů. Požární výstroj byla doplněna ze zrušené požární zbrojnice v osadě Hamernice. V roce 1962 byla zahájena stavba nového kravína a po kolaudaci došlo ke kolektivnímu ustájení dobytka. Rozšířil se velkochov o odchovnu mladého dobytka. Tato Střední část Sudet, kterou uzavírají Orlické hory s jejich podhůřím a vesničkami v něm roztroušenými, patří mezi méně známé oblasti.
V letech 1869–1980 byla samostatnou obcí a od 1. ledna 1981 se vesnice stala součástí města Rokytnice v Orlických horách.

## Současnost
V současnosti je zde v provozu golfové hřiště u kterého vyrostl pension, přestavěný ze staré školy. V Nebeské Rybné také funguje zemědělské družstvo. Dominantou obce zůstává kostel sv. Filipa a Jakuba, který je však v dezolátním stavu. V roce 2022 probíhaly opravy střechy kostela.